# Tuchín
Tuchín är en kommun i Colombia. Den ligger i departementet Córdoba, i den norra delen av landet.